# Ligne de tramway 34 (SNCV Groupe du Centre)
La ligne 34 est une ancienne ligne du tramway du Centre de la Société nationale des chemins de fer vicinaux (SNCV) qui reliait Carnières au Rœulx.

## Histoire
1er juillet 1933 : mise en service sous l'indice 4 entre La Louvière et Morlanwelz Place via Haine-Saint-Pierre en remplacement d'une ligne d'autobus (tableau 593 sur l'indicateur de 1931).
1er août 1936 : attribution de l'indice 34 (la ligne fait alors Morlanwelz Place - Le Rœulx Gare).
1944/1945 : prolongement de Morlanwelz à Carnières Place.
1947 : suppression du tronçon Le Rœulx Gare - Le Rœulx Centre.
1959 : suppression

## Exploitation

### Horaires
Tableaux : 447 (1931), numéro partagé avec la ligne 447A Anderlues -  Strépy-Bracquegnies.